# Wydawnictwo RM
Wydawnictwo RM Sp z o.o. – polskie wydawnictwo z siedzibą w Warszawie, założone w 1996 roku.
Wydawnictwo RM powstało w 1996 roku poprzez wydzielenie działalności wydawniczej z Oficyny Wydawniczej Read Me. Początkowo publikowało głównie książki o tematyce komputerowej. Z tamtego okresu pochodzą serie Dla Opornych, Krok po kroku, To proste. Wiele z nich osiągnęło kilkudziesięciotysięczne nakłady, a nakłady niektórych (DOS dla Opornych, Komputer dla Opornych) przekroczyły 100 tysięcy egzemplarzy.
Z czasem w ofercie Wydawnictwa RM zaczęły pojawiać się książki poświęcone innym zagadnieniom. Początkowo były to różne poradniki wydawane w serii Dla Opornych, ale wkrótce powstały inne serie poradników, w tym książki kucharskie, poradniki dla hodowców zwierząt, książki poświęcone ogrodnictwu, szeroko rozumianym robótkom ręcznym, różnym dziedzinom sportu itp.
Oprócz tego wydawnictwo wprowadziło do swojej oferty przewodniki turystyczne oraz książki szachowe (Wydawnictwo RM sponsorowało Drużynowe Mistrzostwa Europy w Szachach, które miały miejsce w Warszawie w dniach 7-18 listopada 2013). Obecnie nakładem wydawnictwa ukazują się również publikacje edukacyjne, historyczne, przyrodnicze, beletrystyczne oraz albumy (seria Przedwojenne najpiękniejsze fotografie).
Nakładem wydawnictwa ukazały się książki takich autorów jak: Konrad T. Lewandowski, Maciej Pinkwart, Andrzej Wielocha, Jarosław Zieliński, Tomasz Pawłowski, Agnieszka Bojrakowska-Przeniosło, Georges Duby.